# Deutsche Fechtmeisterschaften 1962
Bei den Deutschen Fechtmeisterschaften 1962 wurden Einzel- und Mannschaftswettbewerbe in den Disziplinen Herrendegen, Herrensäbel und Herrenflorett ausgetragen. Bei den Damen wurde nur Florett gefochten. Die Meisterschaften wurden vom Deutschen Fechter-Bund organisiert.

## Herren

### Florett (Einzel)
| Platz | Sportler           | Verein         |
| ----- | ------------------ | -------------- |
| 1     | Tim Gerresheim     | FCR Hamburg    |
| 2     | Eberhard Mehl      | SC Rei Koblenz |
| 3     | Jürgen Theuerkauff | OFC Bonn       |

### Florett (Mannschaft)
| Platz | Verein         | Sportler |
| ----- | -------------- | -------- |
| 1     | OFC Bonn       |          |
| 2     | FCR Hamburg    |          |
| 3     | SC Rei Koblenz |          |

### Degen (Einzel)
| Platz | Sportler         | Verein         |
| ----- | ---------------- | -------------- |
| 1     | Günter Stratmann | FSG Iserlohn   |
| 2     | Fritz Zimmermann | DFC Düsseldorf |
| 3     | Dieter Hecke     | OFC Bonn       |

### Degen (Mannschaft)
| Platz | Verein         | Sportler |
| ----- | -------------- | -------- |
| 1     | TK Hannover    |          |
| 2     | SC Rei Koblenz |          |
| 3     | TSV Mannheim   |          |

### Säbel (Einzel)
| Platz | Sportler           | Verein         |
| ----- | ------------------ | -------------- |
| 1     | Percy Borucki      | SC Rei Koblenz |
| 2     | Jürgen Theuerkauff | OFC Bonn       |
| 3     | Walter Köstner     | MTV München    |

### Säbel (Mannschaft)
| Platz | Verein         | Sportler |
| ----- | -------------- | -------- |
| 1     | SC Rei Koblenz |          |
| 2     | MTV München    |          |
| 3     | FSG Iserlohn   |          |

## Damen

### Florett (Einzel)
| Platz | Sportler           | Verein         |
| ----- | ------------------ | -------------- |
| 1     | Rosemarie Weiß     | TS Freiburg    |
| 2     | Helga Mees         | TB Saarbrücken |
| 3     | Gudrun Theuerkauff | OFC Bonn       |

### Florett (Mannschaft)
| Platz | Verein                | Sportler                                         |
| ----- | --------------------- | ------------------------------------------------ |
| 1     | Fechtclub Offenbach   | Helmi Höhle Becker Grützner Knapp Cauer Gundlach |
| 2     | TSV Schwaben Augsburg |                                                  |
| 3     | SC Rei Koblenz        |                                                  |